# Lennart Uhlin
Lennart Uhlin, född 22 augusti 1917 på Alnön utanför Sundsvall i Västernorrland, död 31 december 1998 i Stockholm, var en svensk arkitekt.

## Utbildning och verksamhet
Lennart Uhlin tog studentexamen i Sundsvall 1937 och avlade examen vid Kungliga Tekniska högskolan i Stockholm 1942. Han var anställd hos arkitekten Paul Hedqvist 1942–1944, bedrev egen verksamhet 1944–1946, var avdelningschef för Kooperativa förbundets arkitektkontor 1946–1952. Han hade eget kontor tillsammans med arkitekten Lars Malm, Uhlin & Malm arkitektkontor 1952–1990. Han var sedan teknisk direktör vid Byggnadsstyrelsen 1962–1965.
Uhlin var ledamot i 1963 års universitetsutbyggnadskommission och i Stockholms skönhetsråd 1963–1966. Han var skandinavisk representant i UIA:s skolbyggnadskommission 1964–1971 och satt med i Utbildningsrådet för arkitektur vid de tekniska högskolorna. Han var professor i arkitektur vid Kungliga Tekniska högskolan i Stockholm 1958–1962. Han vvar ordförande i Svenska Arkitekters Riksförbunds tävlingsnämnd, ordförande i Svenska Arkitektföreningen 1958–1959 och blev hedersledamot i American Institute of Architects 1977.
Uhlin har vunnit flera förstapris i arkitekturtävlingar, som exempelvis för Flickläroverk i Linköping, 1943, tillsammans med Curt Laudon och Robert Lundholm, stadshuset i Ulricehamn, 1945, tillsammans med Ralph Erskine och Länsmuseet i Karlskrona, 1969. Han har också haft egna konstutställningar, som exempelvis på Galleri Boj i Stockholm 1987.

## Verk i urval

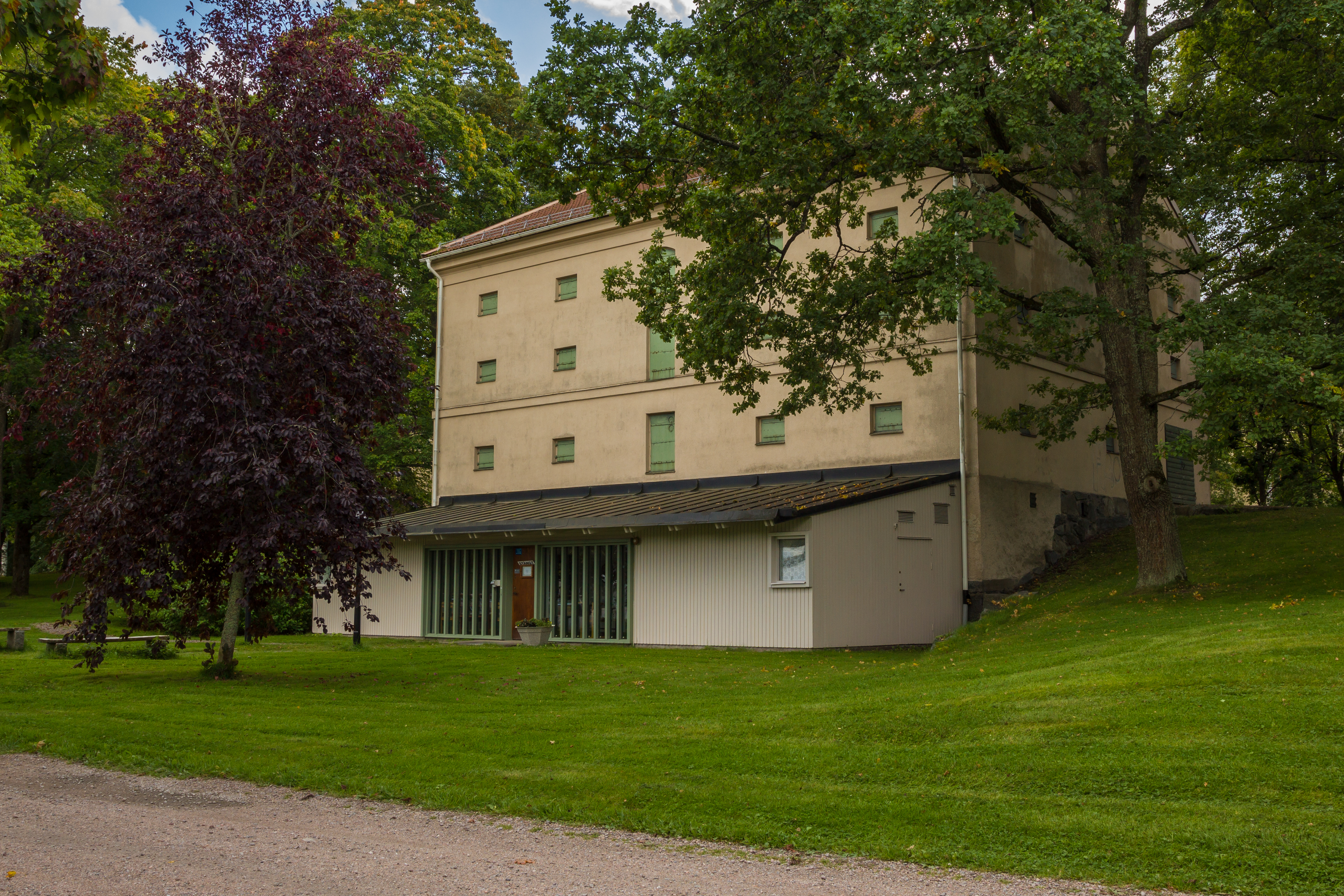
Avesta myntmuseum

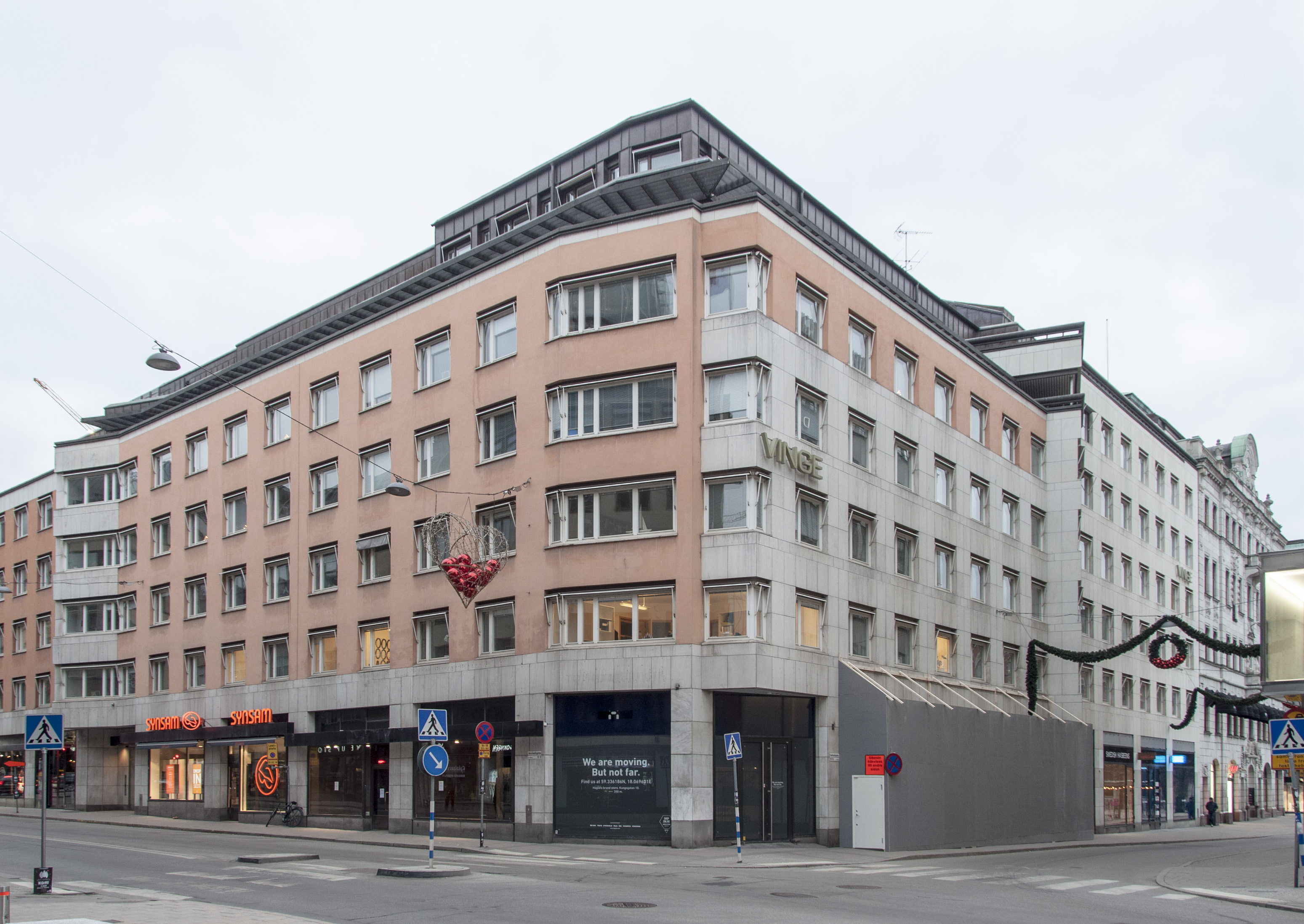
Skären 9, Stockholm

- Folkskola i Sköldinge, Katrineholms kommun, 1945 (tillsammans med C Laudon).
- Mangårdsbyggnad i Handöl, Åre socken, för familjen L Jonsson, 1945.
- Villa i Näsbypark, Täby kommun, för familjen O Bülow 1946.
- Butiker för Konsum Stockholm 1946–1952.
- Folkskola i Alingsås 1950.
- Tryckeri- och kontorsbyggnad för Dagbladet Nya Samhället, Sundsvall 1951–1953.
- Låg-, mellan- och högstadieskola i Haga, Sundsvall.
- Låg- och mellanstadieskola i Flodafors, Katrineholms kommun, 1953.
- Röbäcksdalens jordbruksforskningsinstitut, generalplan och etapp 1, Umeå 1953.
- Kontorshus för sjukvårdsförvaltningen vid Hornstull, Stockholm 1957, (tillsammans med L Malm).
- Låg- och mellanstadieskola i Katrineholm 1959, (tillsammans med Georg Miskar).
- Huvudrestaurang, läktare och totalisatorhall, Solvalla, Stockholm 1960, (tillsammans med L Malm).
- Låg- och mellanstadieskola, Tomteskolan, Skön, Sundsvalls kommun, 1960.
- Låg- och mellanstadieskola i Flen, Södermanland, 1961, (tillsammans med L Malm och Georg Miskar).
- Mellan- och högstadieskola i Gene, Själevad, Örnsköldsviks kommun, 1961, (tillsammans med Georg Miskar).
- Högstadieskola, Åkerviksskolan, Sundsvall 1963.
- Högstadieskola i Vii, Alnö 1963, (tillsammans med Georg Miskar).
- Högstadieskola med idrotts- och badbyggnad i Jokkmokk, 1963, (tillsammans med L Malm).
- Skönsbergs Folkets hus, Skön, Sundsvalls kommun, 1963.
- Katrinelunds gymnasieskola, Skön, Sundsvalls kommun, 1965, (tillsammans med Georg Miskar).
- Tekniskt gymnasium och teknisk fackskola, Västermalmsskolan, Sundsvall 1965.
- Jokkmokks museum.
- Ombyggnad och restaurering av kv Neptunus, Gamla stan, Stockholm 1968, (tillsammans med J Farago).
- Ombyggnad i kv Mercurius, Gamla stan Stockholm för industridepartementet 1970.
- Gymnastik- och idrottshögskolan, Örebro 1971.
- Almby studentbostadsområde i anslutning till Örebro högskola 1972.
- Restaurering av Stenbockska palatset, Riddarholmen, Stockholm för regeringsrätten 1972.
- Ombyggnad och restaurering av Kammarrättens hus och Sparreska palatset, Riddarholmen, Stockholm, 1974.
- Ickelaborativa institutioner, bibliotek och restaurang, Örebro högskola 1975.
- Beijerska institutet för humanekologi vid Kungliga Vetenskapsakademien 1977.
- Ombyggnad av Schering Rosenhanes palats, Riddarholmen, Stockholm, för Svea Hovrätt 1978.
- Restaurering av Fleming - Bergenstrahlska palatsets flyglar vid Riddarhustorget, Stockholm, för Högsta domstolen, 1980.
- Myntmuseum i Avesta, Dalarnas län, 1983.
- Om- och tillbyggnader av förvaltningslokaler på Östermalm och Gärdet, Stockholm, för fortifikationsförvaltningen 1983–1990.
- Kontors- och butiksbyggnad för Fastighets AB Hufvudstaden vid Norrmalmstorg, Stockholm 1984.

## Egna publikationer
- Byggmästaren 1947:20 sid 297, Tävling om läroverk i Sandviken
- Byggmästaren 1949:14 sid 291 Kan våra skolor bli billigare?
- Byggmästaren 1949:14 sid 304 , Folkskola i Haga, Sköns köping
- Byggmästaren 1951:13 sid 201, Självbetjäningsbutiker
- Byggmästaren 1951:13 sid 204, Stocksund (Kooperativa butiker)
- Byggmästaren 1951:13 sid 208, Drottninggatan 14, Stockholm (Kooperativa butiker)
- Byggmästaren 1954-A:3 sid 51, Ett nytt göteborgshus
- Byggmästaren 1957-A:5 sid 126, Kontorshus i Sundsvall, Dagbladet Nya Samhället
- Byggmästaren 1957-A:10 sid 228, Läktare och restaurang på Solvalla travbana. Projekt
- Byggmästaren 1958-A:3 sid 47, Hagaskolan i Sköns köping
- Byggmästaren 1960-A:2 sid 34, Cirkelskolan i Skön
- Byggmästaren 1961-A:5 sid 105, Kommunalhus i Njurunda
- Byggmästaren 1962-A:2 sid 44, Sandbäcksskolan i Katrineholm.
- Arkitektur 1963:4 sid 110, Sundsvallsbanken. Lokalkontor vid Birger Jarlsgatan i Stockholm Arkitektur 1966:4 sid 121, Centralskola i Jokkmokk
- Arkitektur 1966:4 sid 124, Stentägtskolan i Söderhamn
- Arkitektur 1966:11 sid 389, Sundsvalls läroverk
- Arkitektur 1967:1 sid 4, Ett museum vid polcirkeln: Jokkmokks museum

Riddarholmen, en idéplan, 1968. 
- Arkitektur 1968:4 sid 30, Idéplan för Riddarholmen
- Arkitektur 1968:9 sid 38, Orebro universitetsfilial och högskolor
- Stenbockska palatset på Riddarholmen. Historia. Restaurering. (tillsammans med Lars Sjöberg) 1972.
- Arkitektur 1977:6 sid 27, Bebyggelse på Malta
- Arkitektur 1978:6 sid 22, Sundsvall.